# Subversiones
Subversiones es el nombre de un EP del grupo musical Habeas Corpus. 
Fue lanzado a principios de 2005, y está compuesto íntegramente por versiones de otros grupos.

## Canciones
- Fuerzas de seguridad (Vómito)
- Enamorado de la muerte (RIP)
- Cuidado Burócratas (Cicatriz)
- No hay tregua (Barricada)
- Ellos dicen mierda (La Polla Records)

## Curiosidades
- En el disco se incluye un vídeo de cada canción tocada en el local de ensayo.

- Datos: Q6135000